# Friedrich von Plötzke

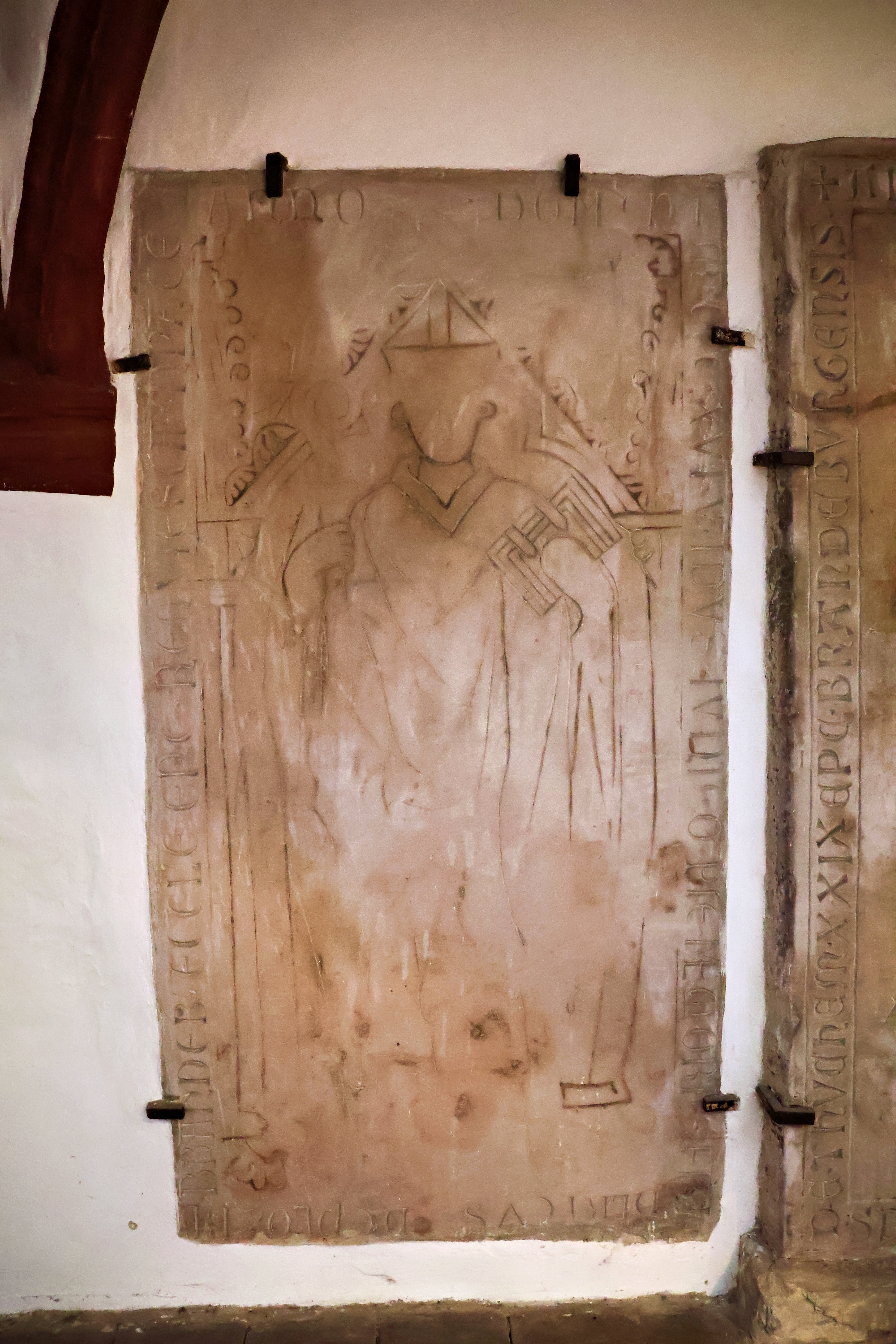
Grabplatte im Dom zu Brandenburg mit Darstellung des Bischofs Friedrich

Friedrich von Plötzke (auch Plozceke oder Plozke) († 9. Juni 1316) war als Friedrich Bischof des Bistums Brandenburg und als dieser Fürstbischof des Hochstifts Brandenburg. Er regierte von 1303 bis 1316.

## Leben und Wirken
Die erste bekannte urkundliche Erwähnung Friedrichs von Plötzke stammt aus dem Jahr 1287, als Domherr des Doms zu Halberstadt war. Er war Erzdiakon von Aschersleben, Dardesheim, Seehausen und von Utzleben. 1303 wählte ihn das Brandenburger Domkapitel zum Nachfolger des verstorbenen Bischofs Volrad von Krempa. Am 20. März 1303 wurde die Wahl von Papst Bonifatius VIII. bestätigt. Als Bischof geweiht wurde Bischof Friedrich zwischen dem 9. Dezember 1303 und dem 27. Januar 1304. In sein Episkopat fällt die Aufhebung der Exkommunikation die 1297 Papst Bonifatius VIII. gegen die Markgrafen Otto IV. und Konrad I., deren Vasallen, Hauptleute und gegen die ganze Mark Brandenburg ausgesprochen hatte. Nach dem Tod Konrads I. 1304 kam es zu einem Vergleich zwischen Otto IV. und den Bischöfen von Havelberg und Brandenburg, in dessen Folge der Kirchenbann zurückgenommen wurde. Unter anderem zahlte der Markgraf dem Domstift Brandenburg einen Schadensersatz von 1000 Stendaler Mark. 1311 nahm Bischof Friedrich an einem Fest des schleswigschen Herzogs Waldemar IV. in Rostock teil.
Bischof Friedrich starb am 9. Juni 1316. Er wurde im Dom zu Brandenburg beerdigt.